# Han Pijesak
Han Pijesak (en serbe cyrillique Хан Пијесак) est une ville et une municipalité de Bosnie-Herzégovine située dans la république serbe de Bosnie. Selon les premiers résultats du recensement bosnien de 2013, la ville intra muros compte 2 018 habitants et la municipalité 3 844.

## Géographie
Han Pijesak est située à l'est de la Bosnie-Herzégovine. La ville est entourée par les monts Velika Žepa (1 537 m), Javornik (1 219 m), Studena gora (1 149 m) et Trešnjevce (1 245 m). Le climat y est de type montagnard.

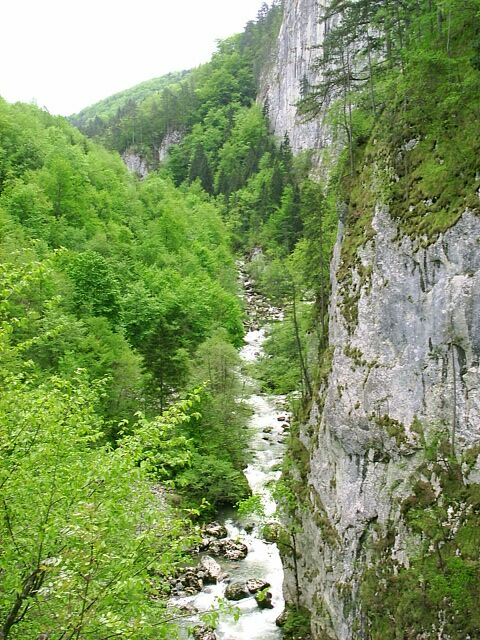
Les gorges de la rivière Koritnica

La municipalité est bordée par celles de Vlasenica au nord, Milići au nord et à l'est, Olovo à l'ouest, Rogatica et Sokolac au sud.

## Histoire
Han Pijesak est mentionnée pour la première fois en 1664 par le voyageur ottoman Evliya Çelebi.

## Localités

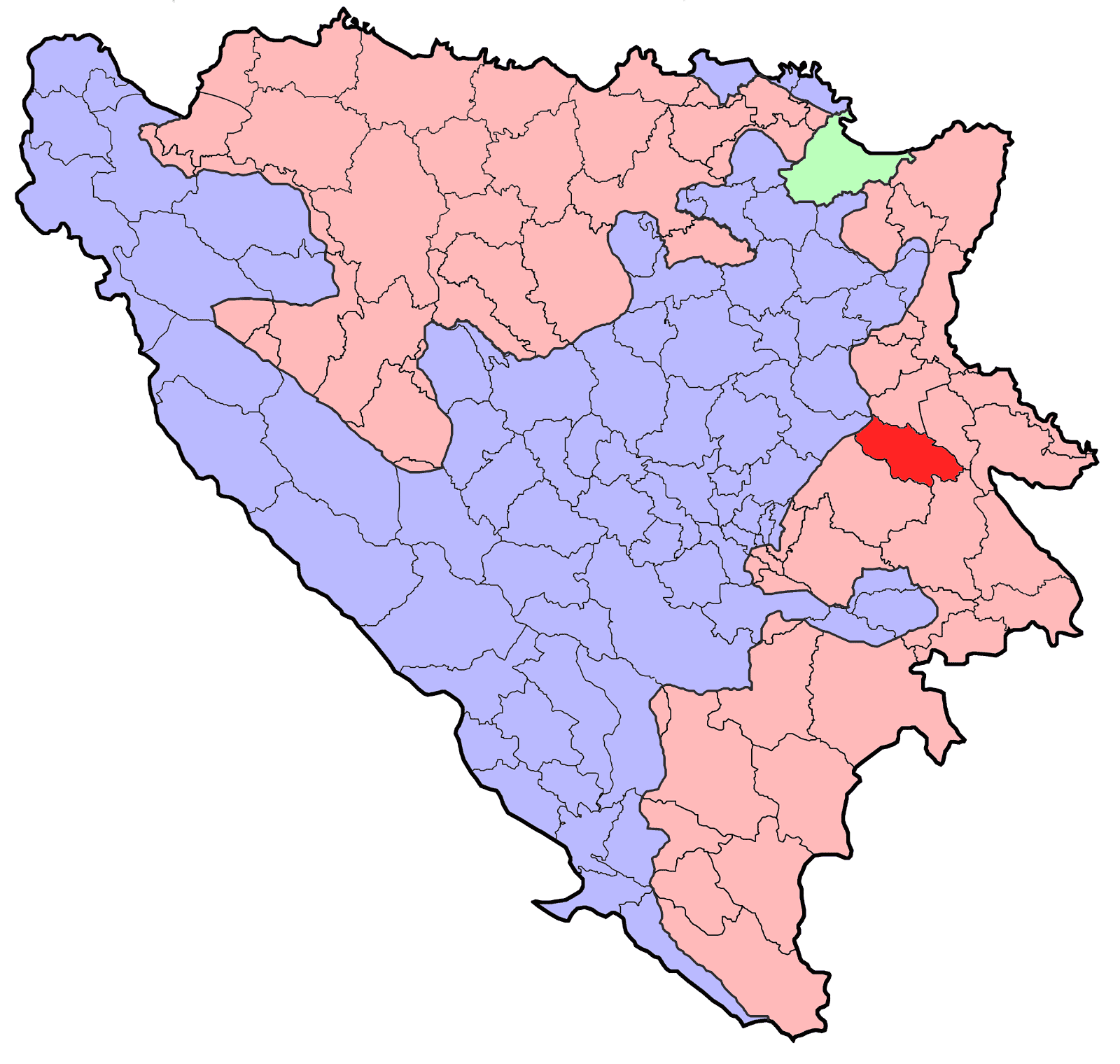
Localisation de la municipalité de Han Pijesak en Bosnie-Herzégovine

La municipalité de Han Pijesak compte 26 localités :
| - Babine Gornje - Berkovina - Brložnik - Džimrije - Gođenje - Han Pijesak - Japaga - Jelovci - Kraljevo Polje - Kram - Krivače - Kusače - Malo Polje | - Mrkalji - Nerići - Nevačka - Pjenovac - Plane - Podžeplje - Potkozlovača - Ravanjsko - Rečica - Rijeke - Rubinići - Stoborani - Žeravice |

## Démographie

### Villeintra muros

#### Évolution historique de la population dans la villeintra muros
| 1948 | 1953 | 1961 | 1971  | 1981  | 1991  | 2013  |
| ---- | ---- | ---- | ----- | ----- | ----- | ----- |
| -    | -    | -    | 1 487 | 1 695 | 2 217 | 2 018 |

|  |

### Municipalité

#### Évolution historique de la population dans la municipalité
| 1971  | 1981  | 1991  | 2013  |
| ----- | ----- | ----- | ----- |
| 7 804 | 6 879 | 6 348 | 3 844 |

#### Répartition de la population par nationalités dans la municipalité (1991)
En 1991, sur un total de 6 348 habitants, la population se répartissait de la manière suivante :

## Politique
À la suite des élections locales de 2012, les 15 sièges de l'assemblée municipale se répartissaient de la manière suivante :
| Parti                                               | Sièges |
| --------------------------------------------------- | ------ |
| Alliance des sociaux-démocrates indépendants (SNSD) | 6      |
| Parti démocratique serbe (SDS)                      | 5      |
| Alliance démocratique nationale (DNS)               | 1      |
| Liste pour Han Pijesak                              | 1      |
| Parti socialiste (SP)                               | 1      |
| Liste de Mile Golijan                               | 1      |

Ljubivoje Šupić, membre du Parti démocratique serbe (SDS), a été élu maire de la municipalité.

## Personnalités
- Emil Sućeska